# Castello di Meseberg
Il Castello di Meseberg (in tedesco Schloss Meseberg) è un edificio situato a Meseberg, frazione di Gransee, circondario dell'Oberhavel, Lander del Brandeburgo, in Germania.  

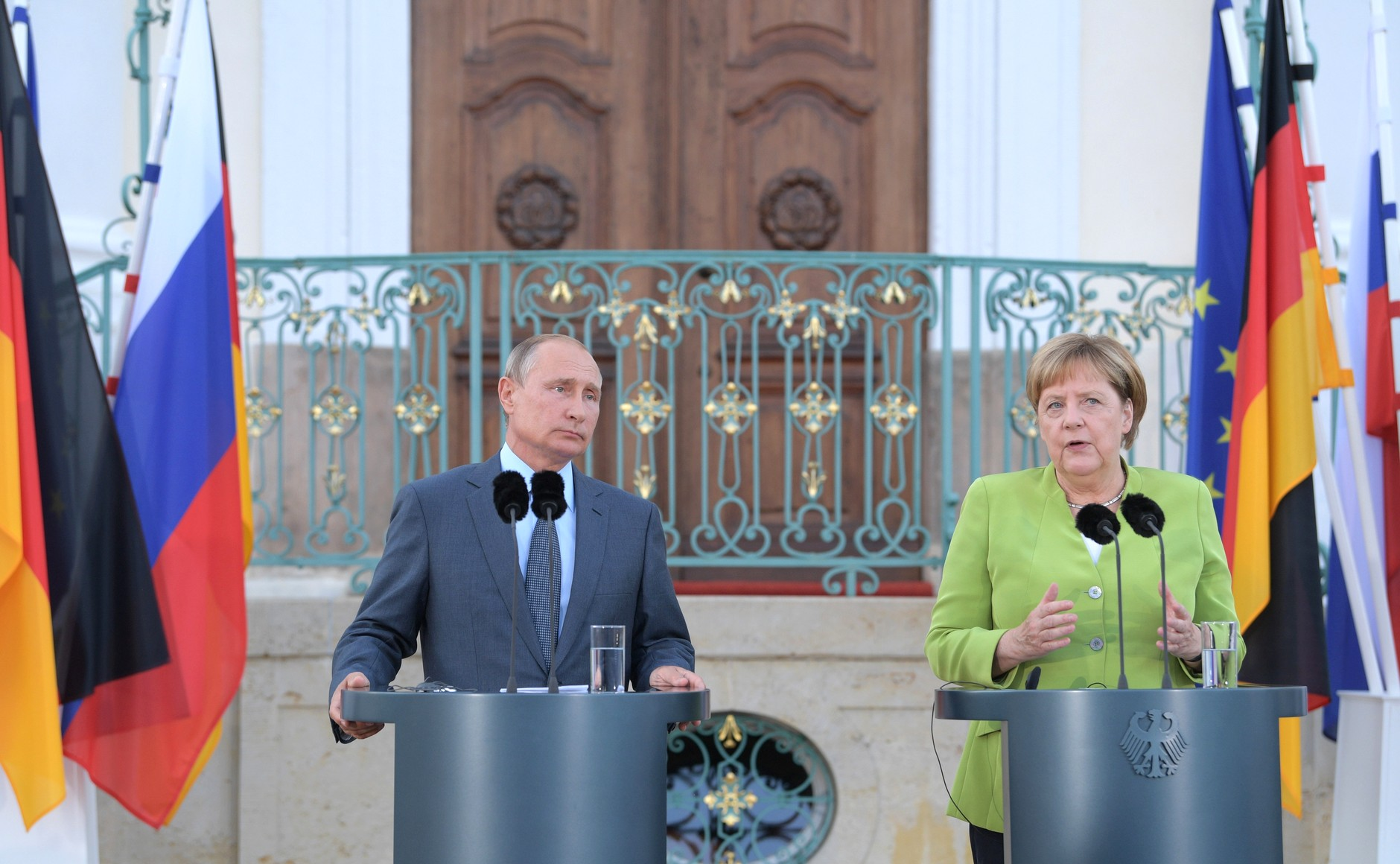
Merkel insieme a Putin in conferenza stampa davanti al castello

Realizzato in stile barocco, si trova a 65 chilometri a nord di Berlino, nello stato del Brandeburgo. Edificio e complesso vengono utilizzati per ospitare incontri ufficiali tra la cancelleria tedesca e varie cariche statali estere.
Costruito nel 1739 per sostituire un precedente edificio che era stato distrutto da un incendio, nel 1774 la proprietà e i pacchi di terra adiacenti furono acquistati dal principe Enrico di Prussia (Friedrich Heinrich Ludwig)
La vicenda del castello si è poi arricchita di altri passaggi storici importanti, a partire dall'acquisto della proprietà da parte della famiglia Lessing, proprietaria del quotidiano 'Vossische Zeitung', storico giornale della borghesia liberale di Berlino che proseguì le sue pubblicazioni dalla fine del XVIII secolo al 1934. Con l'avvento del nazismo la famiglia Lessing non perse solo il giornale, ma anche Schloss Meseberg: il castello, infatti, fu acquisito con la forza da Hermann Goering prima di essere occupato dall'armata sovietica nel 1945. Diventato di proprietà della Germania Est, il castello fu usato per ospitare un negozio di alimentari e le stanze di una scuola, il che lo preservarono dalla demolizione. Solo dopo la riunificazione della Germania e l'acquisto del castello nel 1995 da parte della 'Fondazione Messerschmitt', dedicata alla conservazione dei monumenti storici, Schloss Meseberg è stato finalmente restaurato. Dal 2007 il castello è diventato una delle residenze del cancelliere tedesco: qui il Governo tiene regolarmente il suo conclave di gabinetto e riceve ed ospita i politici internazionali.